# Park Narodowy Desierto de los Leones

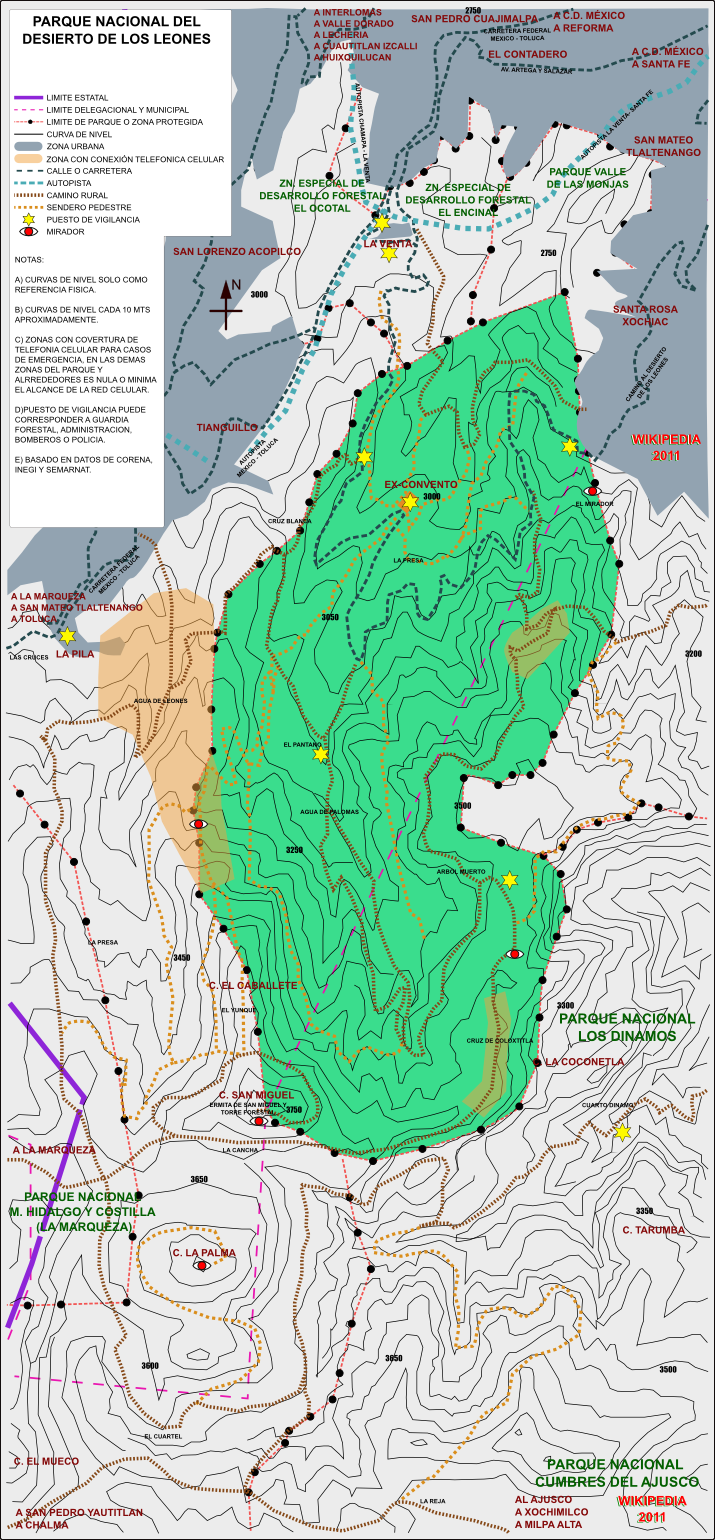
Mapa parku

Park Narodowy Desierto de los Leones (hiszp. Parque nacional Desierto de los Leones) – park narodowy w Meksyku, w zachodniej części miasta Meksyk, w dzielnicach Cuajimalpa de Morelos i Alvaro Obregón. Został utworzony 27 listopada 1917 roku i jest najstarszym parkiem narodowym w Meksyku. Zajmuje obszar 15,29 km². W 1876 roku utworzono tu rezerwat leśny i był to pierwszy chroniony obszar naturalny w tym kraju. Od 2000 roku park jest częścią ostoi ptaków IBA o nazwie „Sur del Valle de México”.

## Opis
Park obejmuje duży fragment pasma górskiego Sierra de las Cruces będącego częścią Kordyliery Wulkanicznej. Średnia wysokość parku nad poziomem morza wynosi 3500 m. Najwyższymi szczytami są Cerro San Miguel (3790 m n.p.m.), Cerro El Caballete (3680 m) i Cerro Los Hongos (3680 m).  W parku mają źródła rzeki Agua de Leones i Santo Desierto. Na wysokości 2700 m n.p.m. znajdują się tu budynki dawnego klasztoru Desierto de los Leones zbudowanego przez karmelitów bosych w 1611 roku. Należące obecnie do miasta Meksyk i odrestaurowane zabudowania tego najstarszego w Meksyku klasztoru są jedną z największych atrakcji turystycznych w parku.

## Szata roślinna
Prawie cały obszar parku zajmują lasy, głównie sosnowe, jodłowe i dębowe. Rosną tu m.in.:  Abies religiosa, Pinus patula, Pinus hartwegii, Quercus laurina, Quercus castanea, Quercus laeta, Salix paradoxa, Berberis moranensis, Garrya laurifolia, Arbutus xalapensis, Buddleja cordata, Clethra mexicana, śnieguliczka drobnolistna, Cestrum anagyris, Physalis viscosa, Fuchsia microphylla i Senecio cinerarioides.

## Fauna
Ptaki żyjące w parku to zagrożony wyginięciem (EN) bagiennik plamisty, a także m.in.: krogulec zmienny, myszołów rdzawoskrzydły, przepiór czarnogardły, pluszcz meksykański, klarnetnik brązowoskrzydły, drozdek aztecki, drozdek rdzawy, lasówka duża, strojnogłowik prążkowany, zaroślak żółtobrzuchy, rudaczek szarouchy, strzyż jarzębaty, pląśnik ciemny, cytrynka szarobrewa, kacyk czarnogrzbiety, kacyk czarnorzytny, przedrzeźniacz błękitny, ziemnołuszcz rdzawoszyi, meksykanek, dzięcioł brunatny, lotniarz białoszyi, puchacz wirginijski, uszatka błotna, uszatka ciemna i sóweczka kreskowana.
Ssaki tu występujące to m.in.: królak króliczy, królak florydzki, ploniarka wulkaniczna, myszowik górski, myszak czarnouchy, myszak czarnowąsy, nornik meksykański, mulak białoogonowy, dydelf wirginijski, gofferowiec płowy, szop pracz, kojot preriowy, urocjon wirginijski i ryś rudy.
Gady i płazy żyjące w parku to zagrożone wyginięciem (EN) Ambystoma altamirani i Pseudoeurycea altamontana, narażony na wyginięcie (VU) Thamnophis scaliger, a także m.in.: Dryophytes plicatus, Pseudoeurycea belli, Pseudoeurycea leprosa, Barisia imbricata, Plestiodon copei, Crotalus triseriatus i Sceloporus mucronatus.